# Mae Nam Ping
Der Mae Nam Ping (Thai: แม่น้ำปิง, „Ping-Fluss“) ist einer der vier großen Flüsse Nordthailands, die anderen drei sind Mae Nam Wang, Mae Nam Yom und Mae Nam Nan. Zusammen mit dem Nan bildet der Ping bei Nakhon Sawan den Mae Nam Chao Phraya, Thailands größten Fluss.
Der Ping ist 569 Kilometer lang, seine Quellen liegen in den Bergen des Pha Daeng Nationalparks (auch: Nationalpark Chiang Dao) im nördlichen Teil des Bezirks Chiang Dao, Provinz Chiang Mai. Nachdem er die gleichnamige Provinzhauptstadt passiert hat, fließt er durch die Provinzen Lamphun, Tak und Kamphaeng Phet. Am Zusammenfluss mit dem Mae Nam Nan bei Nakhon Sawan bilden sie zusammen den Mae Nam Chao Phraya.
Ungefähr auf halber Strecke zwischen Chiang Mai und der Mündung, im Norden der Provinz Tak, wird der Ping an der Bhumibol-Talsperre gestaut. Diese hat eine Oberfläche von 300 km² und ist der größte Stausee Thailands.
Anfang Oktober 2024 verursachten massive Regenfälle Überschwemmungen besonders in der Stadt Chiang Mai.
Wichtige Städte entlang des Mae Nam Ping sind:
- Chiang Mai

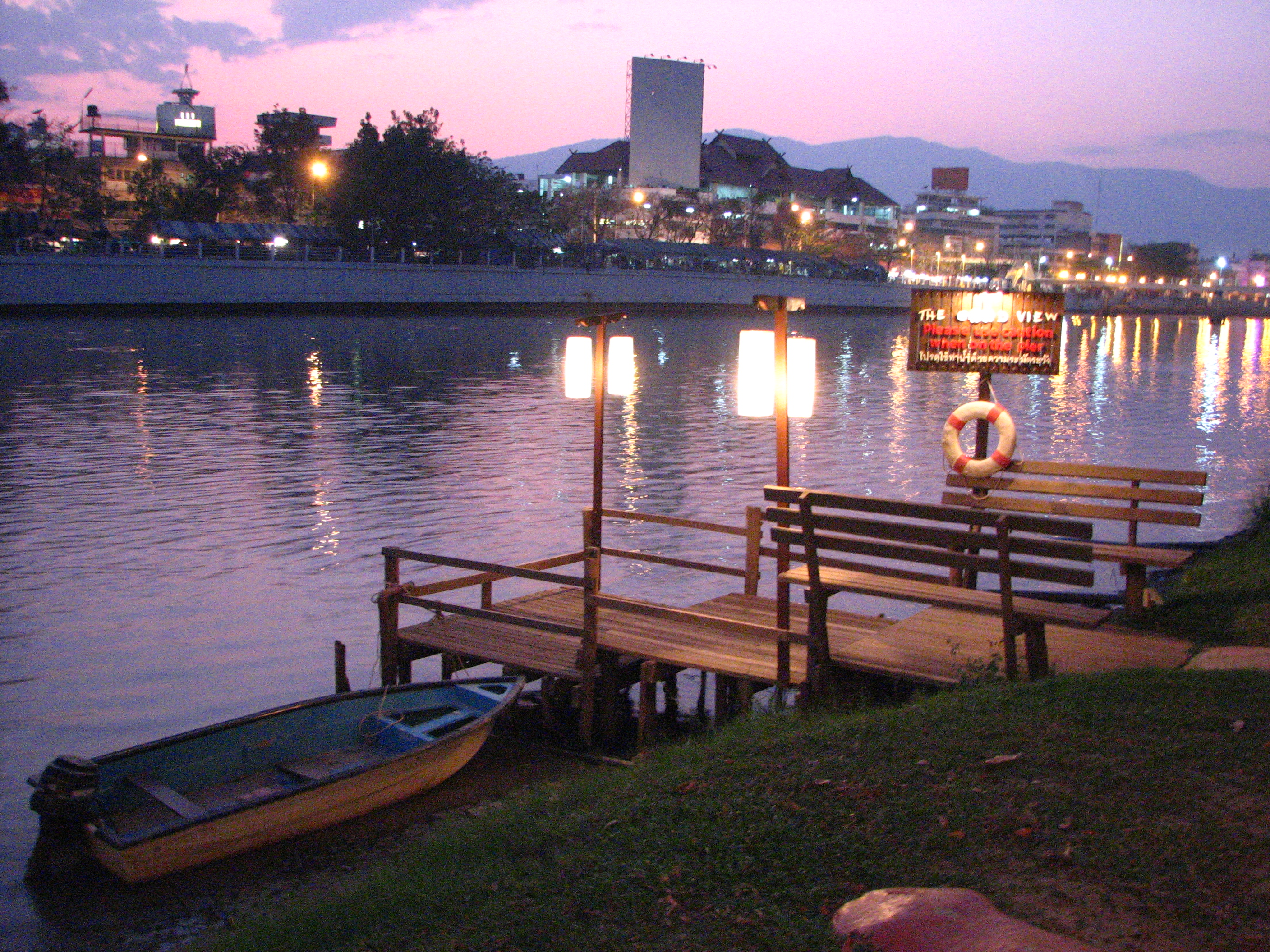
Am Ufer des Ping in Chiang Mai
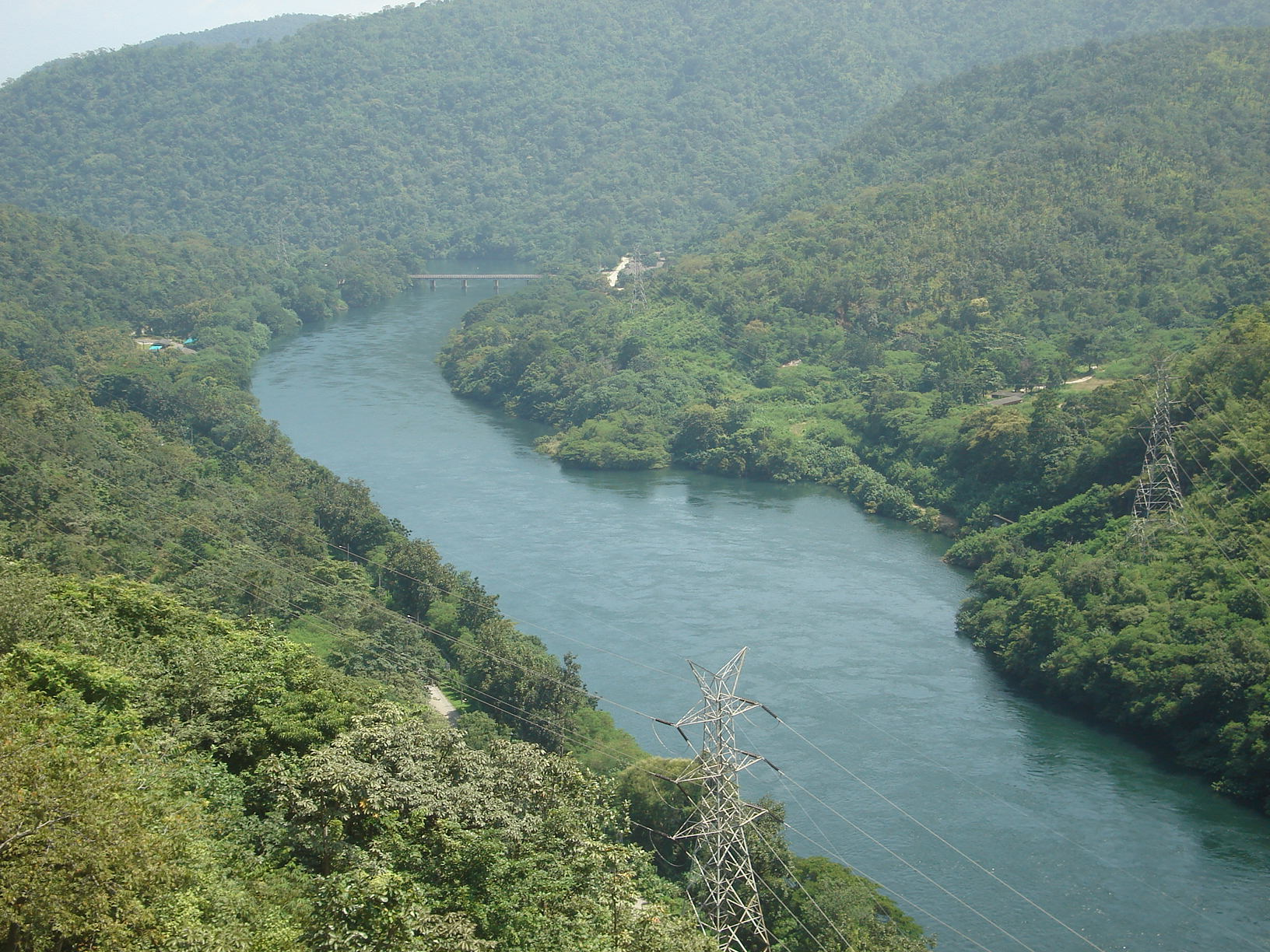
Der Ping unterhalb der Bhumibol-Talsperre
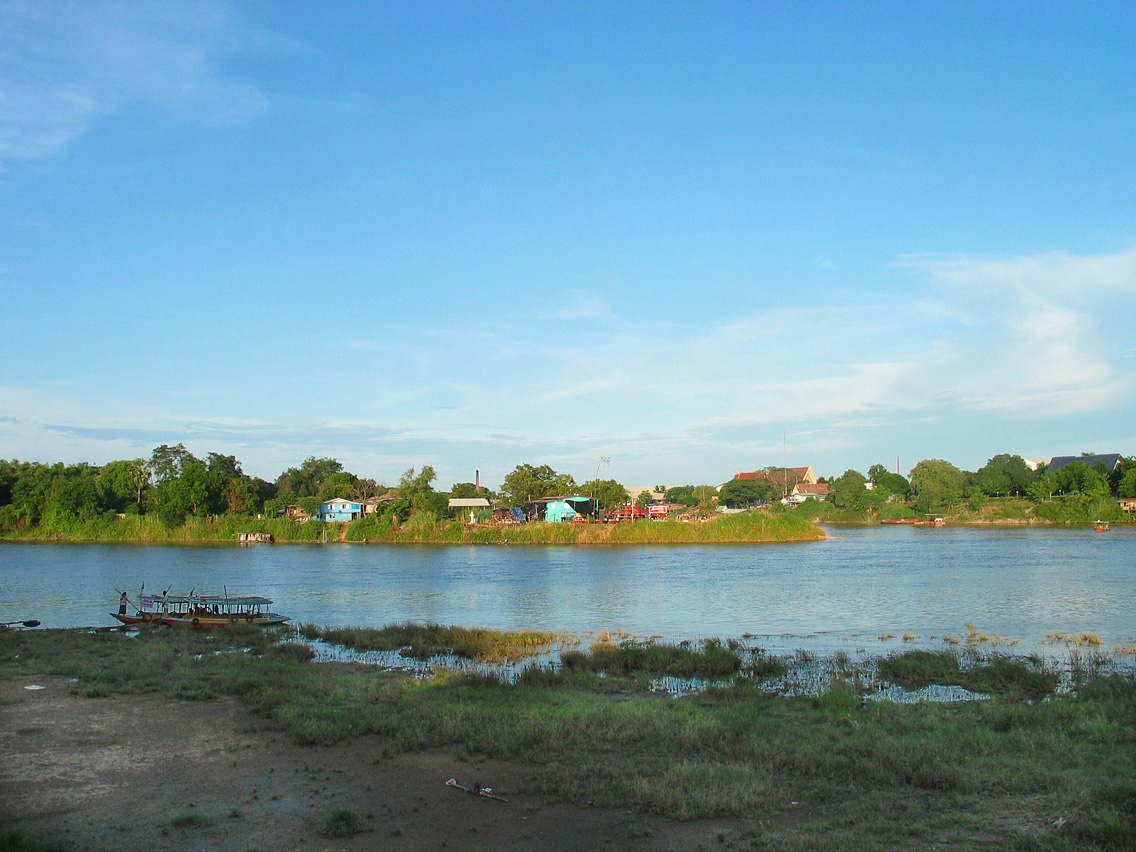
Zusammenfluss von Ping und Nan zum Chao Phraya